# Factchecking
Factchecking (Nederlands: feitencontrole) is nagaan of informatie en beweringen van bijvoorbeeld politici en deskundigen correct en waarheidsgetrouw zijn. 
Factchecking, een praktijk die in de Verenigde Staten is ontstaan, wordt meestal uitgevoerd door (onderzoeks)journalisten. De opkomst van post-truth politics gaat echter gepaard met een afname van vertrouwen in traditionele bronnen van gezag zoals wetenshappers en media, inclusief factcheckers.

## Bekende factcheckers
Vlaanderen
- VRT-factcheck[1]
- Knack-factcheck, de arbiter (Twitteraccount @ArbiterOfTweet)
- factcheck.vlaanderen[2]

Nederland
- Nieuwscheckers, een project van de Universiteit Leiden.[3][4]

Internationaal
- Verenigde Staten: Snopes, Politifact en projecten van het Poynter Institute zoals het International Fact-Checking Network[4]
- Frankrijk: Acrimed[5]